# Marisa
Marisa ist ein weiblicher Vorname.

## Herkunft und Bedeutung
Der Vorname Marisa ist eine Kombination der Namen Maria und Luisa. Gelegentlich wird auch Isabel als zweiter Namensbestandteil in Erwägung gezogen.

## Verbreitung
Der Name Marisa ist vor allem in Italien, Malta und der Schweiz verbreitet. In Brasilien war der Name vor allem in den 1950er und 1960er Jahren beliebt. Auch die Schreibweise Mariza ist dort geläufig, jedoch seltener.
In Deutschland wird der Name nur sehr selten vergeben. Im Jahr 2021 lag Marisa auf Rang 388 der beliebtesten Mädchennamen.

## Varianten
- Englisch: Marissa
- Portugiesisch: Mariza, Marizete
- Spanisch: Marisela

## Bekannte Namensträgerinnen
- Marisa Abegg (* 1987), US-amerikanische Fußballspielerin
- Marisa Abela (* 1996), britische Schauspielerin
- Marisa Allasio; eigentlich Maria Luisa Lucia Allasio (* 1936), italienische Filmschauspielerin
- Marisa Baram (* 1993), US-amerikanische Schauspielerin
- Marisa Barros (* 1980), portugiesische Marathonläuferin
- Marisa Bartoli (1942–2024), italienische Schauspielerin
- Marisa Bartolomei, US-amerikanische Zellbiologin und Genetikerin
- Marisa Belli, eigentlich Maria Luisa Scavoni (* 1933), italienische Schauspielerin
- Marisa Berenson (* 1947), US-amerikanische Schauspielerin
- Marisa Brunner (* 1982), Schweizer Fußballspielerin
- Marisa Burger (* 1973), deutsche Schauspielerin
- Marisa Coughlan (* 1974), US-amerikanische Schauspielerin, Drehbuchautorin und Filmproduzentin
- Marisa Field (* 1987), kanadische Volleyballspielerin
- Marisa García (* 2006), spanische Fußballspielerin
- Marisa Growaldt (* 1972), deutsche Schauspielerin
- Marisa Hart (* 1986), deutsche Schriftstellerin, Bloggerin und Fotografin
- Marisa Lavanchy (* 1990), Schweizer Sprinterin
- Marisa Martelli (* 1928), australische Modeikone
- Marisa Masullo (* 1959), italienische Sprinterin
- Marisa Mell (1939–1992), österreichische Schauspielerin
- Marisa Merlini (1923–2008), italienische Schauspielerin
- Marisa Merz (1926–2019), italienische Bildhauerin und Installationskünstlerin
- Marisa Miller (* 1978), US-amerikanisches Model
- Marisa Monte (* 1967), brasilianische Sängerin
- Marisa Paredes (1946–2024), spanische Schauspielerin
- Marisa Park (* 1991), philippinische Fußballnationalspielerin
- Marisa Pavan, eigentlich Maria Luisa Pierangeli (1932–2023), italienische Schauspielerin
- Marisa Ramirez (* 1977), US-amerikanische Schauspielerin und Model
- Marisa Román, spanische Filmproduzentin
- Marisa Rosato (* 1967), deutsche Fotografin
- Marisa Solinas (1939–2019), italienische Schauspielerin und Sängerin
- Marisa Tomei (* 1964), US-amerikanische Schauspielerin
- Marisa Wendt (* 1984), deutsche Autorin und Regisseurin
- Marisa Wojtkowiak (* 1986), deutsch-US-amerikanische Schauspielerin
- Marisa Wunderlin (* 1987), Schweizer Fußballtrainerin und ehemalige Fußballspielerin